# Le Masque de Toutankhamon
Pour plus de détails, voir Fiche technique et Distribution.
Le Masque de Toutankhamon (arabe : قناع توت عنخ آمون, Al Qina' Tawtt'enkh Amun), également connu sous le titre Le Trésor des pharaons ou en Belgique L'Or du Nil, est un film d'aventures franco-égyptien réalisée par Marco de Gastyne et sorti en 1955.
Le film est présenté au Festival de Locarno et à la Mostra de Venise.
Connu rétrospectivement pour la présence de Dalida au générique, la chanteuse, alors au début de sa carrière d'actrice, n'y fait qu'une apparition de quelques minutes dans une danse des sept voiles,.

## Synopsis
Un archéologue explore la tombe de Séthi Ier dans la Vallée des Rois, mais doit dans le même temps affronter des pilleurs de tombe.

## Fiche technique
- Titre original français : Le Masque de Toutankhamon ou Le Trésor des pharaons ou La Vallée des pharaons ou L'Or des pharaons ou L'Or du Nil (Belgique) ou Les Dieux du Nil ou Les Envoûtés[4],[5]
- Titre arabe : قناع توت عنخ آمون[6], Al Qina' Tawtt'enkh Amun[4]
- Réalisation : Marco de Gastyne
- Scénario : Marco de Gastyne
- Photographie : Henri Decaë
- Musique : Marc Lanjean
- Production : Robert Hakim, Raymond Hakim
- Sociétés de production : Paris Film Production
- Pays de production :  France -  Égypte[4]
- Langue originale : français
- Format : Noir et blanc - 2,35:1 - Son mono - 35 mm
- Durée : 100 minutes
- Genre : Film d'aventures
- Date de sortie :
  - Suisse : août 1955 (Festival de Locarno)
  - France : 18 mai 1956

## Distribution
- Gil Vidal
- Youssef Wahbi
- Danielle Dumont
- Dalida
- Samia Gamal